# Ascyssa troglodytes
Ascyssa troglodytes är en svampdjursart som beskrevs av Ernst Haeckel 1870. Ascyssa troglodytes ingår i släktet Ascyssa och familjen Leucosoleniidae. Inga underarter finns listade i Catalogue of Life.